# 蘇我高麗
蘇我 高麗（そが の こま）は、古墳時代の豪族。蘇我韓子の子。蘇我稲目の父。別名は蘇我 馬背（そが の うませ）。母が高麗（高句麗）人だったので、高麗と呼ばれたとする説があるが根拠は存在していない。

## 概要
業績はいっさい不明で『古事記』『日本書紀』にも登場せず、『紀氏家牒』や『新撰姓氏録』にのみ名前が見える。
河辺磯泊・河辺百依などの出身氏族である川辺朝臣・川辺臣の祖。
高麗（コマ、駒）という名前であるのは、蘇我氏が早くから馬の文化を取り入れていたことを表しているとする説がある。